# Raleigh-Klasse
Die Raleigh-Klasse war eine Klasse von Amphibious Transport Docks der United States Navy und die erste Baureihe dieses Schiffstyps. Die insgesamt drei Einheiten des Typs kamen zwischen 1962 und 1964 in Fahrt. Als letztes Schiff der Klasse wurde 2005 die USS La Salle außer Dienst gestellt. Alle drei Raleighs wurden zwischenzeitlich abgewrackt oder als Zielschiffe versenkt.

## Geschichte
Die Schiffe der Raleigh-Klasse wurden als weltweit erste Amphibious Transport Docks in der New York Naval Shipyard in Auftrag gegeben. Das Typschiff USS Raleigh (LPD-1) lief am 17. März 1962 vom Stapel, die Indienststellung erfolgte am 8. September 1962. Im Mai 1963 folgte die USS Vancouver (LPD-2), deren Bewaffnung und Abmessungen bis auf kleine Abweichungen identisch waren. Als letztes Schiff der Raleigh-Klasse kam im Februar 1964 die USS La Salle (AGF-3), die über eine höhere Tonnage, eine bessere Bewaffnung sowie eine höhere Mannschaftsstärke verfügte und geringfügig schneller als ihre beiden Vorgänger war.
Bereits 1965 kam mit der Austin-Klasse ein größerer und verbesserter Nachfolger der Raleighs, dennoch blieben alle drei Schiffe der Klasse noch lange im Dienst. Die beiden älteren Einheiten wurden 1991 und 1992 ausgemustert, während die La Salle 1972 eine Umrüstung zum Führungsschiff erhielt. Sie blieb am längsten im Einsatz und wurde schließlich im Mai 2005 nach 41 Dienstjahren außer Dienst gestellt. Zwei Jahre später erfolgte die Versenkung als Zielschiff. Die Raleigh erlitt dasselbe Schicksal bereits 1994. Als letzte existierende Einheit der Klasse wurde 2013 die Vancouver abgewrackt.

## Einheiten
| Name                  | Werft                             | Kiellegung        | Stapellauf         | Indienststellung  | Außerdienststellung | Verbleib                     |
| --------------------- | --------------------------------- | ----------------- | ------------------ | ----------------- | ------------------- | ---------------------------- |
| USS Raleigh (LPD-1)   | New York Naval Shipyard, New York | 23. Juni 1960     | 17. März 1962      | 8. September 1962 | 13. Dezember 1991   | 1994 als Zielschiff versenkt |
| USS Vancouver (LPD-2) | New York Naval Shipyard, New York | 19. November 1960 | 15. September 1962 | 11. Mai 1963      | 31. März 1992       | 2013 zum Abbruch verkauft    |
| USS La Salle (LPD-3)  | New York Naval Shipyard, New York | 2. April 1962     | 3. August 1963     | 22. Februar 1964  | 27. Mai 2005        | 2007 als Zielschiff versenkt |